# Bonne ville (France)
Pour les articles homonymes, voir Bonne ville, Bonne ville du Premier Empire et Bonne ville (principauté de Liège).

Armoiries d'une bonne ville, au chef d'azur portant trois fleurs de lys d'or, Bordeaux

Une bonne ville est, dans la France de l'Ancien Régime, une ville bénéficiant de privilèges et de protections octroyées par le roi de France, assorties de l'obligation de contribuer au ban royal en fournissant un contingent d'hommes d'armes.
Les bonnes villes avaient le droit de porter des armoiries avec « un chef d'azur portant trois fleurs de lys d'or » (armes de France). Certaines d'entre elles, comme Marseille, Rennes ou Avignon, choisirent de ne pas l'inclure dans leur blason.
En diplomatique, l'expression est attestée dès le XIIe siècle. À la suite de Robert Favreau, les auteurs s'accordent désormais pour considérer que la chancellerie anglaise est la première à l'avoir employée. Sa première occurrence connue figure dans une lettre datée 25 juillet 1209. Elle figure ensuite dans une lettre du 6 octobre 1221 par laquelle le roi Henri III, duc d'Aquitaine, annonce l'arrivée de l'évêque de Norwich tant aux « archevêques, évêques, abbés, prieurs, comtes, barons [et] chevaliers » qu'aux « prudhommes de La Rochelle, Niort, Saint-Jean-d'Angély et autres bonnes villes de Poitou et de Gascogne »,. L'expression est reprise en juillet 1254, dans des lettres accordant aux habitants de Beaucaire le droit d'exporter des vins et du blé.

## La bonne ville: point de vue institutionnel
Les relations entre le roi et une bonne ville peuvent prendre plusieurs formes :
- dépendance administrative : le roi contrôle le gouvernement de la ville en vérifiant les magistrats et conseillers choisis. Il n’est pas dans son intérêt d’imposer un contrôle trop fort, et les bonnes villes sont trop nombreuses pour qu’il puisse le faire, mais il a intérêt à ce que les villes soient bien gouvernées et lui restent fidèles.
- fiscalité : en cas de besoin, la guerre par exemple, les bonnes villes sont tenues de contribuer à l’effort public.
- dépendance financière : les finances urbaines étant souvent fragiles, le roi contrôle les comptes des villes pour éviter les crises et garantir une économie urbaine prospère.
- aides royales : en cas de besoin précis, le roi peut apporter son aide ; c’est notamment le cas pendant la guerre de Cent Ans, lorsque le roi finance les fortifications des villes les plus menacées par les combats.

Le statut prend une importance croissante à la fin du Moyen Âge, à tel point que les villes qui ne bénéficient pas de cette qualité se battent pour l’obtenir. Les bonnes villes sont très nombreuses, mais aucune liste officielle n’a été établie.

## La bonne ville: un système de relations
Il faut tenter d'approcher la bonne ville autrement que par une étude étroitement institutionnelle. G. Mauduech déclare que la bonne ville n'a jusqu'alors été envisagé que dans ses rapports avec la royauté ou d'un point de vue strictement institutionnel. Selon lui, "l'erreur de l'historien jusqu'à présent est d'avoir voulu considérer la bonne ville du point de vue du roi ou d'y plaquer coûte que coûte une définition juridique". 
Bernard Chevalier, quant à lui, caractérise la bonne ville à l'aide d'un modèle d'urbanisation très différent de la ville médiévale (qui, chronologiquement, la précède). De 1350 à 1550, l'histoire urbaine a connu des crises violentes, suivies d'une consolidation. Ceci s'est traduit par une rupture au sein de l'évolution du fait urbain qui a amené un progrès décisif de l'urbanité. La ville impose ses modèles éthiques à la société, s'affirme comme un état d'âme et non plus seulement comme un lieu d'échange et de production. Une nouvelle page de l'urbanisation a été tournée au cœur des crises du XIVe siècle. Il faut alors considérer la bonne ville qui ne se réduit ni à un fait topographique ou économique, ni à une institution (droit de s'assembler, de juger avec les échevins ou sans eux, de gérer les affaires communes) comme "un système de relations". 
Le concept de système suppose que tous les éléments le composant entretiennent des liens mutuels, et ces rapports sont justement ce qui structure le tout ; aussi il évoque l'idée de relation. Dans cette optique relationnelle, le conseil de ville, institution urbaine par excellence, est un reflet privilégié du fait urbain. En effet, il se définit par les interactions qui ont lieu en son sein entre les différentes composantes de la société. Il est une entité relationnelle. Né dans un contexte difficile de guerre (XIVe – XVe siècles), les conseils de ville furent souvent le résultat d'une volonté de défense unifiée chez les habitants comme ce fut le cas à Reims. Cette volonté révèle une prise de conscience d'appartenir à une même entité : la ville. Cette conscience d'appartenir à une même entité ne définit-elle pas d'une certaine façon la bonne ville ? Par exemple, à Reims, si la guerre est à l'origine du conseil de ville, c'est parce qu'elle a unifié l'espace urbain jusqu'alors éclaté en divers bans. Le conseil urbain est à l'image de la ville close, il est un organe politique urbain unifié. Avant lui, le pouvoir municipal était divisé entre plusieurs seigneurs. Bien sûr, ces derniers font sentir au conseil leurs anciens droits et prérogatives. Toutefois, le conseil reste une manifestation d'une nouvelle conception du pouvoir municipal. C'est en cela qu'il est le reflet privilégié du fait urbain. Si l'enceinte est venue contrecarrer l'organisation féodale de l'espace rémois, le conseil, lui, a remis en cause le pouvoir politique féodal. C'est là un fait nouveau qui caractérise la bonne ville. Cette dernière ayant une structure spatiale différente, elle se donne un pouvoir qui puisse la représenter en son entier. C'est peut-être ici qu'est effleurée l'essence de la bonne ville. Le conseil en effet manifeste la prise de conscience des citadins d'appartenir à un même ensemble, à une même entité : la bonne ville.

## La bonne ville auXIXesiècle

### Consulat viager
Sous le Consulat, le sénatus-consulte organique du 16 thermidor an X (4 août 1802) prévoit que « le citoyen nommé pour succéder au Premier consul, prête serment à la République, entre les mains du Premier consul [...] en présence [...] des maires des vingt-quatre principales villes de la République ». Par un sénatus-consulte du 8 fructidor an X (26 août 1802), le Sénat conservateur en arrête la liste et l'ordre de préséance : 
1. Paris
2. Lyon
3. Bordeaux
4. Marseille
5. Rouen
6. Nantes
7. Bruxelles
8. Mayence
9. Anvers
10. Liège
11. Lille
12. Toulouse
13. Strasbourg
14. Orléans
15. Versailles
16. Montpellier
17. Rennes
18. Caen
19. Reims
20. Nancy
21. Amiens
22. Genève
23. Dijon
24. Nice

### Premier Empire
Un nouveau statut de « bonne ville », largement honorifique, sera recréé sous le Premier Empire.
Sous le Premier Empire, les bonnes villes sont les villes dont les maires ont le droit et le devoir d'assister à la prestation de serment de l'Empereur.

Le sénatus-consulte organique du 28 floréal an XII (18 mai 1804) prévoit que, « dans les deux ans qui suivent son avènement, ou sa majorité, l'Empereur [...] prête serment au peuple français sur l'Évangile, et en présence [...] des maires des trente-six principales villes de l'Empire ». Vingt-huit sont actuellement françaises (y compris Nice), et huit sont des villes étrangères annexées. Le décret du 3 messidor an XII (22 juin 1804) en fixe la liste et leur ordre de préséance  : 
1. Paris
2. Marseille
3. Bordeaux
4. Lyon
5. Rouen
6. Turin
7. Nantes
8. Bruxelles
9. Anvers
10. Gand
11. Lille
12. Toulouse
13. Liège
14. Strasbourg
15. Aix-la-Chapelle
16. Orléans
17. Amiens
18. Angers
19. Montpellier
20. Metz
21. Caen
22. Alexandrie
23. Clermont (Clermont-Ferrand)
24. Besançon
25. Nancy
26. Versailles
27. Rennes
28. Genève
29. Mayence
30. Tours
31. Bourges
32. Grenoble
33. La Rochelle
34. Dijon
35. Reims
36. Nice

 Le 2 décembre 1804, leurs maires assistent au sacre de Napoléon Ier. Le décret du 1er mars 1808 confère aux maires des bonnes villes, ayant dix ans d'exercice, le titre viager de baron.
Napoléon Ier élève d'autres villes au rang des bonnes villes : Gênes dès 1805, lors de l'annexion de la République ligurienne ; Parme, Plaisance, Florence et Livourne en 1808, lors de l'annexion du duché de Parme et Plaisance et du royaume d'Étrurie ; Montauban la même année, lors de la création du Tarn-et-Garonne ; Rome en 1810, lors de l'annexion d'une partie des États pontificaux ; Amsterdam et Rotterdam en 1810, lors de l'annexion du royaume de Hollande, ; Hambourg, Brême et Lübeck la même année, lors de l'annexion des trois villes hanséatiques ; La Haye en 1811 ; et Nîmes en 1812. Leur nombre est ainsi porté de 36 à 50, dont 30 sont françaises et 20 étrangères.
Les bonnes villes se voient concéder leurs armoiries : Rouen le 2 novembre 1810 ; Orléans, Metz, Nantes et Marseille le 21 ; Anvers et La Rochelle le 21 décembre ; Lyon le 19 janvier 1811 ; Angers et Paris le 29 ; Toulouse le 9 mai ; Cologne, Bruxelles, Gênes, Dijon, Gand, Turin, Liège, Aix-la-Chapelle et Tours le 6 juin ; Clermont-Ferrand le 13.

### Seconde Restauration
Sous la Seconde Restauration,  cette dignité fut maintenue aux vingt-neuf bonnes villes de l'Empire situées en France (y compris Montauban et Nîmes, mais sans Nice redevenue étrangère). Onze nouvelles cités s'y ajoutèrent entre 1816 et 1821.
Par différentes ordonnances, Louis XVIII élève les villes suivantes au rang des bonnes villes : Antibes, Cette (auj. Sète), Carcassonne, Avignon, Aix (auj. Aix-en-Provence) et Pau en 1816 ; Vesoul et Toulon en 1817 ; Colmar en 1819 ; Cambrai en 1820 ; et Abbeville en 1821.

Enfin, par une ordonnance du 23 avril 1821, Louis XVIII fixe définitivement la liste des quarante bonnes villes et leur ordre de préséance : 
1. Paris
2. Lyon
3. Marseille
4. Bordeaux
5. Rouen
6. Nantes
7. Lille
8. Toulouse
9. Strasbourg
10. Orléans
11. Amiens
12. Angers
13. Montpellier
14. Metz
15. Caen
16. Clermont-Ferrand
17. Besançon
18. Nancy
19. Versailles
20. Rennes
21. Tours
22. Bourges
23. Grenoble
24. La Rochelle
25. Dijon
26. Reims
27. Montauban
28. Troyes
29. Nîmes
30. Antibes
31. Cette (auj. Sète)
32. Carcassonne
33. Avignon
34. Aix (auj. Aix-en-Provence)
35. Pau
36. Vesoul
37. Toulon
38. Colmar
39. Cambrai
40. Abbeville

 Comparée à la situation sous l'ancien régime, la liste comprend 12 anciens sièges de Parlements sur 13 (excepté Douai), 9 Chambres des Comptes (sans Bar et Nevers), les 9 Cours des Aides (notamment Clermont-Ferrand et Montauban), 21 intendances sur 34 (on note en particulier l'absence de Poitiers), et 1 Conseil supérieur sur 4 (Colmar). 
Ces villes avaient le privilège d'envoyer leur maire au sacre du roi – ce qui se produisit effectivement au sacre de Charles X, le 29 mai 1825 – et de mettre un chef fleurdelisé dans leurs armoiries.
La monarchie de Juillet, instaurée en 1830, prétendit changer les fleurs de lys contre 3 étoiles d’or, mais cet usage fut éphémère ; il réapparut brièvement sous la Seconde République (1848).

### Textes officiels
- http://www.digitale-bibliothek-mv.de/viewer/image/PPN848631250/455/, dans Thomas D. Hardy, Rotuli litterarum clausarum in Turri Londinensi asservati, t. 1er : Ab anno 1204 ad annum 1224 [« De l'an 1204 à l'an 1224 »], Londres, 1833, 1re éd., p. 397, col. 1.

#### Consulat viager
- [S.-C. 26 août 1802] Sénatus-consulte du 8 fructidor an X (26 août 1802) qui désigne les villes dont les maires seront présents à la prestation de serment du citoyen nommé pour succéder au premier consul, dans Bulletin des lois de la République française, IIIe série, t. 6, no 210, 1802, texte no 1929, p. 637-638.
- [S.-C. 11 sept. 1802] Sénatus-consulte organique du 24 fructidor an X (11 septembre 1802) portant réunion des départements du Pô, de la Doire, de Marengo, de la Sezia, de la Stura et du Tanaro au territoire de la République française, dans Bulletin des lois de la République française, IIIe série, t. 6, no 214, 1802, texte no 1965, p. 699-701.

#### Premier Empire
- [D. 22 juin 1804] Décret impérial du 3 messidor an XII (22 juin 1804) contenant désignation des villes dont les maires assisteront au serment de l'empereur, dans Bulletin des lois de l'Empire français, IVe série, t. 1er, no 6, texte no 56, p. 97.
- [S.-C. 8 oct. 1805] Sénatus-consulte organique du 16 vendémiaire an XIV (8 octobre 1805) concernant la réunion des arrondissements de Gênes, etc., et les députations à fournir au Corps législatif par les départements de Gênes, de Montenotte et des Apennins, dans Bulletin des lois de l'Empire français, IVe série, t. 4, no 62, 1805, texte no 1093, p. 90-92.
- [D. 1er mars 1808] Décret impérial du 1er mars 1808 concernant les titres, dans Bulletin des lois de l'Empire français, IVe série, t. 8, no 186, 1808, texte no 3206, p. 177-180.
- [S.-C. 24 mai 1808] Sénatus-consulte organique du 24 mai 1808 qui réunit à l'Empire français les duchés de Parme, de Plaisance, et les États de Toscane, dans Bulletin des lois de l'Empire français, IVe série, t. 8, no 193, 1808, texte no 3408, p. 321-323.
- [S.-C. 4 nov. 1808] Sénatus-consulte organique du 4 novembre 1808 qui ordonne la création d'un nouveau département sous le titre de département de Tarn-et-Garonne, dans Bulletin des lois de l'Empire français, IVe série, t. 9, no 212, 1808, texte no 3884, p. 194-196.
- [S.-C. 17 fév. 1810] Sénatus-consulte organique du 17 février 1810 portant réunion des États de Rome, etc. à l'Empire, dans Bulletin des lois de l'Empire français, IVe série, t. 12, no 266, 1810, texte no 5168, p. 101-104.
- [D. 10 août 1810] Décret impérial du 10 août 1810 qui met les villes d'Amsterdam et de Rotterdam au nombre des bonnes villes, dans Bulletin des lois de l'Empire français, IVe série, t. 13, no 310, 1810, texte no 5879, p. 180.
- [S.-C. 13 déc. 1810] Sénatus-consulte organique du 13 décembre 1810 portant que la Hollande, les villes hanséatiques, le Lauembourg, etc., font partie intégrante de l'Empire français, dans Bulletin des lois de l'Empire français, IVe série, t. 13, no 331, texte no 6163, p. 559-562.
- [D. 26 oct. 1811] Décret impérial du 26 octobre 1811 qui élève la ville de La Haye au rang des bonnes villes, dans Bulletin des lois de l'Empire français, IVe série, t. 15, no 399, 9 nov. 1811, texte no 7394, p. 389-390.
- [D. 24 mars 1812] Décret impérial du 24 mars 1812 qui élève la ville de Nîmes au rang des bonnes villes, dans Bulletin des lois de l'Empire français, IVe série, t. 13, no 426, 28 mars 1812, texte no 7803, p. 245-245.

#### Seconde Restauration
- [O. 20 mars 1816] Ordonnance royale du 20 mars 1816 qui met la ville d'Antibes au rang des bonnes villes du royaume, dans Bulletin des lois du royaume de France, VIIe série, t. 2, no 75, 28 mars 1816, texte no 526, p. 332-334.
- [O. 8 avr. 1816] Ordonnance royale du 8 avril 1816 qui met la ville de Cette (auj. Sète) au rang des bonnes villes du royaume, lui accorde des armoiries, et décore du titre de vicomte de La Peyrade (auj. Lapeyre), M. Ratyé fils (Joseph-Marie-Étienne Ratyé), maire de ladite ville, dans Bulletin des lois du royaume de France, VIIe série, t. 2, no 80, 22 avr. 1816, texte no 597, p. 477-478.
- [O. 19 avr. 1816] Ordonnance royale du 19 avril 1816 qui réintègre Carcassonne au rang des bonnes villes, dans Bulletin des lois du royaume de France, VIIe série, t. 2, no 82, 7 mai 1816, texte no 628, p. 669.
- [O. 11 sept. 1816] Ordonnance royale du 11 septembre 1816 qui élève la ville d'Avignon au rang des bonnes villes du royaume, dans Bulletin des lois du royaume de France, VIIe série, t. 3, no 114, 28 sept. 1816, texte no 1147, p. 227-228.
- [O. 16 oct. 1816] Ordonnance royale du 16 octobre 1816 qui élève la ville d'Aix (auj. Aix-en-Provence) au rang des bonnes villes du royaume, dans Bulletin des lois du royaume de France, t. 3, no 119, 31 oct. 1816, texte no 1259, p. 312.
- [O. 18 déc. 1816] Ordonnance royale du 18 décembre 1816 qui élève la ville de Pau au rang des bonnes villes du royaume, dans Bulletin des lois du royaume de France, VIIe série, t. 4, no 128, 6 janv. 1817, texte no 1455, p. 2-3.
- [O. 7 mars 1817] Ordonnance royale du 7 mars 1817 qui élève la ville de Vesoul au rang des bonnes villes du royaume, dans Bulletin des lois du royaume de France, VIIe série, t. 4, no 141, 13 mars 1817, texte no 1803, p. 186-187.
- [O. 8 oct. 1817] Ordonnance royale du 8 octobre 1817 qui élève la ville de Toulon au rang des bonnes villes du royaume, dans Bulletin des lois du royaume de France, VIIe série, t. 4, no 179, 3 nov. 1817, texte no 2975, p. 274.
- [O. 29 juin 1819] Ordonnance royale du 29 juin 1819 qui élève la ville de Colmar au rang des bonnes villes du royaume, dans Bulletin des lois du royaume de France, VIIe série, t. 8, no 290, 10 juill. 1819, texte no 6844, p. 727.
- [O. 8 nov. 1820] Ordonnance royale du 8 novembre 1820 qui élève la ville de Cambrai au rang des bonnes villes du royaume, dans Bulletin des lois du royaume de France, VIIe série, t. 11, no 421, 10 déc. 1820, texte no 9926, p. 942-943.
- [O. 21 mars 1821] Ordonnance royale du 21 mars 1821 qui élève Abbeville au rang de bonne ville du royaume, dans Bulletin des lois du royaume de France, VIIe série, t. 12, no 441, 5 avr. 1821, texte no 10315, p. 234-235.
- [O. 23 avr. 1821] Ordonnance royale du 23 avril 1821 qui détermine l'ordre suivant lequel bonnes villes du royaume prendront rang, dans Bulletin des lois du royaume de France, VIIe série, t. 12, no 448, 5 mai 1821, texte no 10497, p. 370-371.